# 久長美奈子
久長 美奈子（ひさなが みなこ、1987年2月4日 - ）は、フリーアナウンサー。長崎文化放送（NCC）の元アナウンサーと大分放送（OBS）元アナウンサー。

## 人物・来歴
大分県大分市出身。血液型はB型。身長は157cm。
大分県立大分上野丘高等学校、成蹊大学出身。
小学生時代に華道部、中学生時代に茶道部、高校生時代は合唱部に属していた。
2009年にアナウンサーとして舘原美幸、安元佳奈と共にOBSに入社。
MRT宮崎放送の加藤沙知アナウンサーとは同期の上、生年月日が全く同じである。
趣味はカエルグッズ集め。特技はカエルの鳴き声。
愛称は「ケロちゃん」。
また、美術館・博物館などの「館」巡りと、寺社巡りの趣味もある。
TVデビューは2009年3月31日放送の「おはようナイスキャッチ」、ラジオデビューは2009年4月19日放送の「日曜アナラジ」であった。
ニュースの初鳴きはテレビ・ラジオともに平成21年6月1日で、隣にテレビでは海原アナ、ラジオでは吉田アナが座っていた。
2016年3月26日テレビの「かぼすタイム」を、ラジオでは、「小村美記のひるどき！WAKU☆DOKI!!」もって全ての番組を降板し、同月OBSを退社した。
2014年4月より「かぼすタイム」のレギュラーになったが、同じ時間帯にラジオで「グリーン・アワー〜あなたと一緒にガーデニング〜」のレギュラーも務めている（こちらは事前に録音されている）。そのため現在OBSで同日同時刻に2つのレギュラーを持つ唯一のアナウンサーであった。
イラストを描くことが苦手の様で、「HAMARooooN!!ステーション」やアナ日記等でその腕前を披露している。

## 過去の担当番組
大分放送
テレビ
- おはようナイスキャッチ
- かぼすタイム（土）
- OBSニュース

ラジオ
- 日曜アナラジ（日）
- えんぴつの詩（月〜金）
- ベル☆バン（月・火）※火曜日は不定期
- まんでいジュークボックス（月）
- ハイスクールラジオ（月）
- 住まいのお悩み相談室（木）
- コトノハ倶楽部（金）
- OBSラジオ図書館（土）
- グリーン・アワー〜あなたと一緒にガーデニング〜（土）
- HAMARooooN!!ステーション（土・中継）
- おはなしの森
- OBSニュース

長崎文化放送
- トコトンHappy
- トコトンHappyサタデー
- ながさき探求バラエティー「なんでん飛躍天」